# ティボー・タカクス (映画監督)
ティボー・タカクス（Tibor Takács、1954年9月11日 - ）は、カナダの映画監督。ハンガリーブダペスト出身。

## 作品
- アルマゲドン2011
- クロス・ゲーム
- 壊滅暴風圏 ～ファイナル・カウントダウン～
- アイス・スパイダー
- メガスネーク
- ブラックホール 地球吸引
- クラーケンフィールド/HAKAISHIN
- キラー・モスキート 吸血蚊人間
- M 8.5
- 殺人鼠 KILLER RATS
- トルネードストーム
- クリスマスでウエディング!
- エンド・オブ・センチュリー
- ベビーシッター・サンタクロース
- デス・オブ・ザ・クロウ
- サブリナ　麗しの魔女inローマの休日
- サンクチュアリ
- 地獄のサイバーウェポン/レッドライン
- SABRINA THE TEENAGE WITCH サブリナ・ザ・ティーンエイジ・ウィッチ
- サボタージュ
- 新アウター・リミッツ/ベストセレクション
- ジェラシーに溺れて
- 殺人核弾頭キングコブラ
- ゲート2/デモンボーイズ
- ハードカバー/黒衣の使者
- ザ・ゲート
- 未来囚人984